# Star Wars: Galaxy’s Edge
Star Wars: Galaxy's Edge ist ein Themenbereich basierend auf dem Star-Wars-Filmfranchise, der sich im Disneyland Park im Disneyland Resort in Anaheim, Kalifornien und in den Disney’s Hollywood Studios im Walt Disney World Resort in Orlando, Florida befindet. Der Bereich umfasst in beiden Themenparks jeweils 5,7 Hektar. Galaxy's Edge spielt sich im Dorf Black Spire Outpost auf dem abgelegenen Grenzplaneten Batuu ab und bietet zwei Fahrattraktionen, mehrere Geschäfte und Restaurants und Entertainment an.
Die Themenbereiche wurden am 15. August 2015 angekündigt und die Bauarbeiten begannen in beiden Themenparks am 14. April 2016. Im Disneyland in Anaheim wurde der Bereich am 31. Mai 2019 eröffnet, in den Disney's Hollywood Studios am 29. August 2019. Walt Disney Imagineering war als Aufsichtsorgan verantwortlich für die Umsetzung.
Zur jeweiligen Eröffnung steht nur die Attraktion Millennium Falcon: Smugglers Run zur Verfügung. Die Attraktion Star Wars: Rise of the Resistance eröffnet in beiden Parks erst später im Jahr 2019.
Im März 2018 wurde bekannt gegeben, dass Star Wars: Galaxy's Edge auch als Erweiterung des französischen Walt Disney Studios Park geplant wird. Der Baubeginn ist frühestens ab 2021 angegeben.

## Geschichte
Nachdem Disney Lucasfilm im Jahr 2012 für 4 Milliarden Dollar aufgekauft hatte, kamen bereits erste Berichte im Jahr 2013 auf, dass Disney plant, das Star-Wars-Franchise in den Disney-Themenparks umzusetzen. Im Juli 2013 wurde der neue Themenbereich für die Walt Disney World bestätigt. Bob Iger kündigte auf der D23 Expo am 15. August 2015 erstmals öffentlich einen Star-Wars-Themenbereich sowohl für die Disney’s Hollywood Studios als auch für den Disneyland Park in Anaheim an. Iger nannte die Expansionen die größte Investition in einen einzelnen Themenbereich seit Eröffnung der Parks.
Iger kündigte im März 2016 an, dass die Bauarbeiten für beide Versionen des Landes im April 2016 beginnen würden. Die Bauarbeiten begannen an beiden Standorten am 14. April 2016. Im Februar 2017 gab Iger bekannt, dass die Themenbereiche sowohl in Disneyland als auch in den Hollywood Studios im Jahr 2019 eröffnet werden sollen. Im Juli 2017 enthüllte Chapek auf der D23 Expo, dass das Themenland "Star Wars: Galaxy's Edge" heißen würde. Chapek kündigte außerdem an, dass die Disneyland-Version zuerst eröffnet werden würde.
Im November 2017 gab Scott Trowbridge von Walt Disney Imagineering bekannt, dass der Planet, auf dem sich Star Wars Galaxy's Edge abspielt, Batuu heißt, der in dem 2018 erschienenen Roman Star Wars: Thrawn: Alliances vorkommt. Im Mai 2018 verriet Trowbridge, dass das Dorf, in dem das Land angesiedelt ist, Black Spire Outpost heißen wird, ein Ort, der im Film Solo: A Star Wars Story von 2018 kurz erwähnt wird. Die Namen der beiden neuen Attraktionen an jedem Standort wurden im November 2018 während der D23 Destination D-Veranstaltung in Walt Disney World bekannt gegeben. In einer fünfteiligen Comic-Miniserie von Marvel Comics wurde Galaxy's Edge im April 2019 vorgestellt.
Die Disneyland-Version wurde am 29. Mai 2019 eingeweiht. Bei der Einweihungszeremonie waren Iger, Star-Wars-Schöpfer George Lucas und die Schauspieler der Serie Mark Hamill, Harrison Ford und Billy Dee Williams anwesend. Die Disneyland-Version wurde am 31. Mai für das Publikum geöffnet und aufgrund der großen Beliebtheit wurde am 24. Juni ein virtuelles Warteschlangensystem eingeführt. Der Themenbereich in den Disney's Hollywood Studios wurde am 29. August 2019 eröffnet.

## Standorte

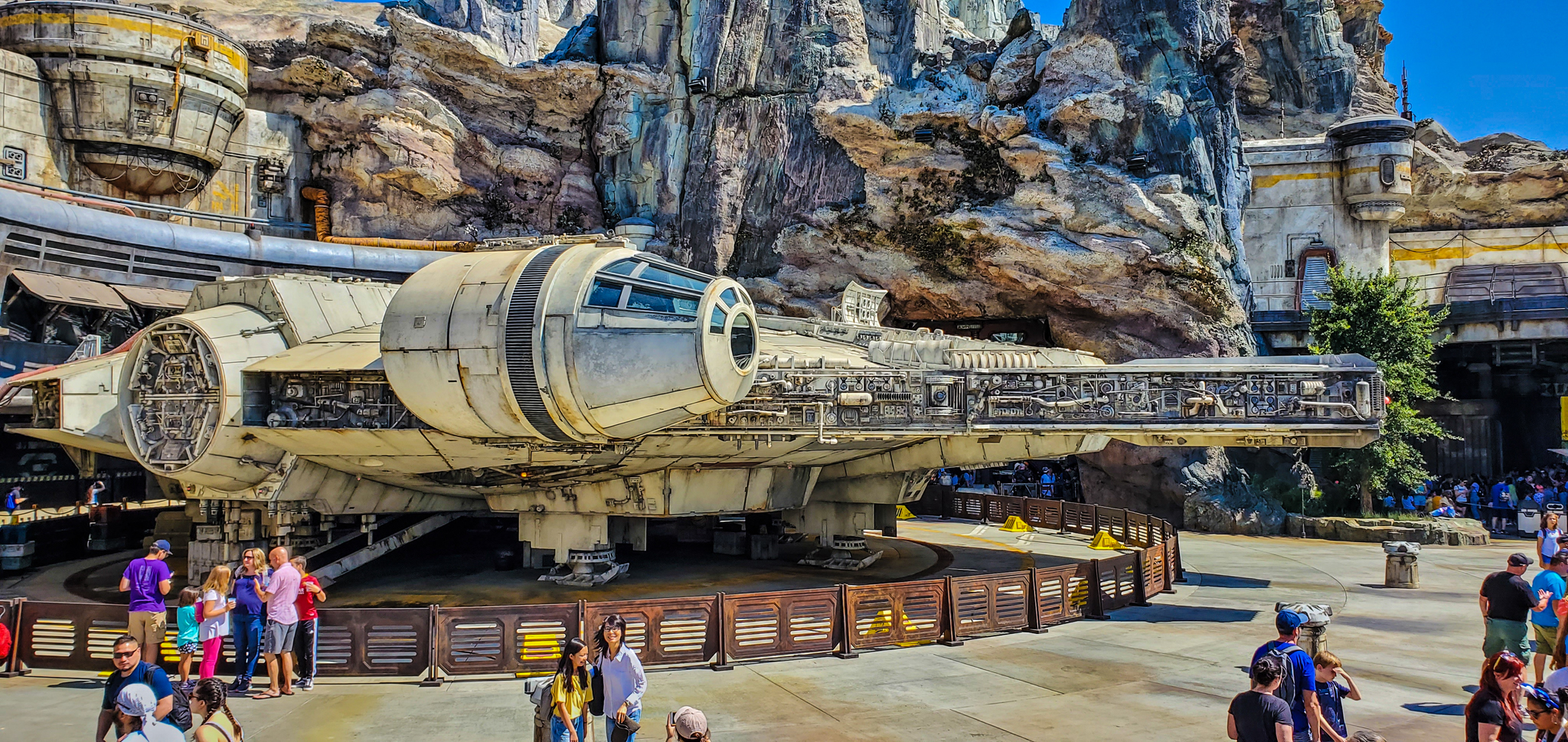
Millennium Falcon in Anaheim

### Disneyland Park
Im Disneyland Park befindet sich Galaxy's Edge im nordwestlichen Teil des Parks, mit drei Eingängen von Frontierland, Critter Country und Fantasyland. Infolge der Erweiterung schloss Disney die Big Thunder Ranch und die angrenzenden Backstage-Bereiche und kaufte nahe gelegene Grundstücke, um die auf dem Gelände befindlichen Büro- und Lagerräume zu verlegen.

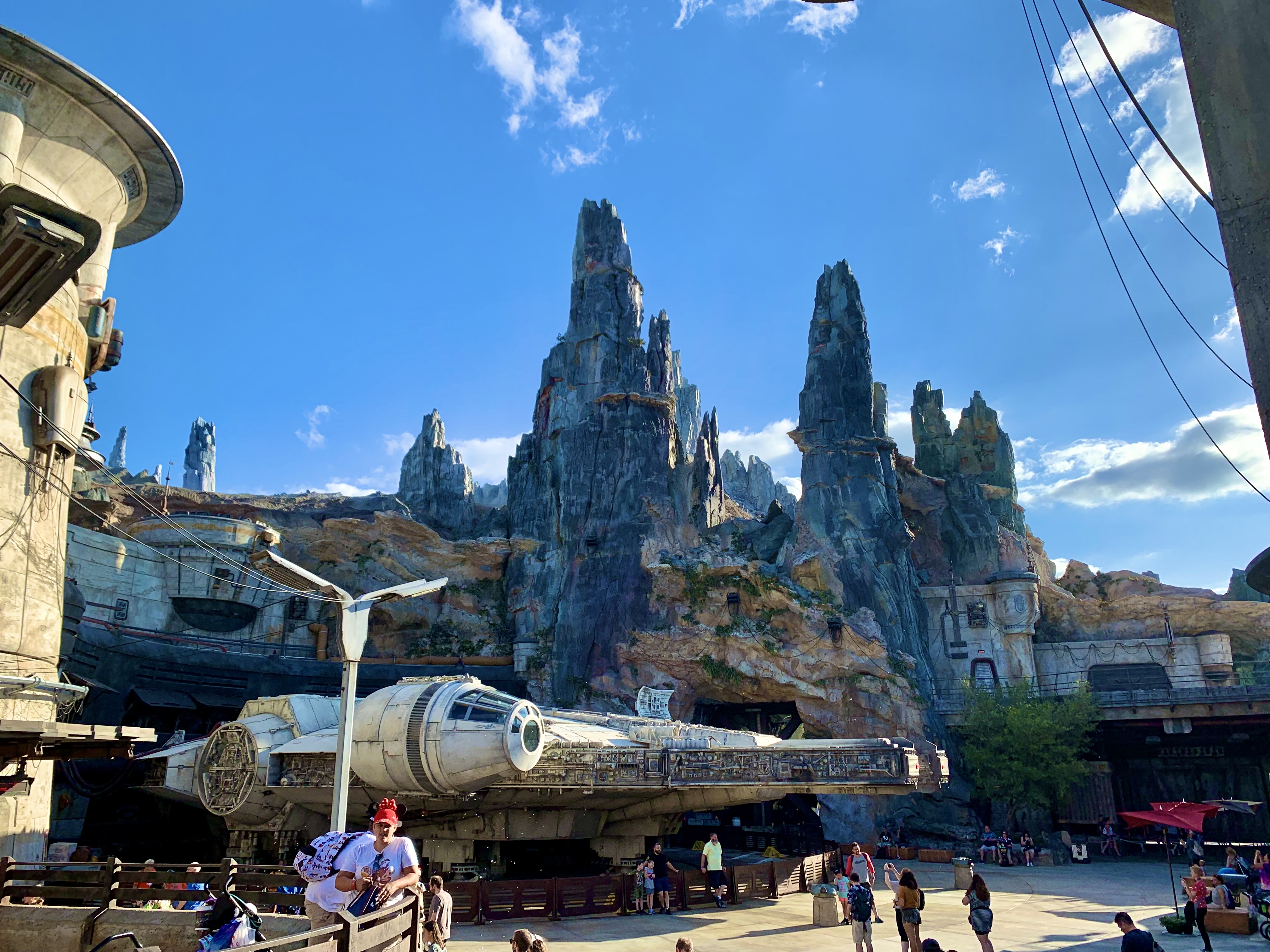
Star Wars Galaxy's Edge in der Walt Disney World

Der Bau von Galaxy's Edge erforderte eine neue Streckenführung für die Disneyland Railroad und die Rivers of America. Ein erster Blick darauf, wie sich diese Änderungen auf den Park auswirken würden, wurde im Januar 2016 enthüllt, als Konzeptzeichnungen veröffentlicht wurden, die das Nordufer des Flusses nach Abschluss der Bauarbeiten zeigten. Am 11. Januar 2016 wurden mehrere Attraktionen in Frontierland und Critter Country geschlossen. Die Big Thunder Ranch wurde dauerhaft geschlossen, einschließlich des multifunktionalen Veranstaltungsbereichs, des Grillrestaurants und des Streichelzoos. Andere Attraktionen wurden vorübergehend geschlossen, darunter die Disneyland Railroad und Rivers of America. Tom Sawyer Island wurde am 16. Juni 2017 wiedereröffnet, Fantasmic! am 17. Juli und die Disneyland Railroad, das Mark Twain Riverboat, das Segelschiff Columbia und die Davy Crockett Explorer Canoes wurden am 29. Juli wiedereröffnet. Der Themenbereich eröffnete am 31. Mai 2019.

### Disney's Hollywood Studios
In den Disney’s Hollywood Studios befindet sich Galaxy's Edge im südwestlichen Teil des Parks, mit zwei Eingängen von der Grand Avenue und dem Toy Story Land. Galaxy's Edge ersetzte den größten Teil des ehemaligen Bereichs Streets of America, einschließlich der Lights, Motors, Action! Extreme Stunt Show und Honey, I Shrunk the Kids: Movie Set Adventure, die am 2. April 2016 geschlossen wurden, sowie die umliegenden New York-San Francisco Backlot-Fassaden, Restaurants und Geschäfte. Der verbleibende Teil von Streets of America, in dem sich Muppet*Vision 3D und ein noch erhaltener Block der New Yorker Fassaden befanden, wurde in Grand Avenue, eine Straße im Stil von Los Angeles, umgestaltet. Zwischen Galaxy's Edge und Grand Avenue wurde eine Erdberme mit einem thematischen Tunnel in der Figueroa Street errichtet, um die beiden Gebiete zu trennen und zu verbinden. Der Themenbereich eröffnete am 29. August 2019. Komplettiert wird der Themenbereich durch das Star Wars: Galactic Starcruiser Themenhotel welches sich außerhalb des Parks befindet.

## Attraktionen

### Fahrattraktionen
- Star Wars: Millennium Falcon – Smugglers Run – ein Simulator, bei dem die Gäste den Millennium Falcon selbst steuern.[23]
- Star Wars: Rise of the Resistance – ein Dark Ride, bei dem die Gäste in eine Schlacht zwischen der First Order und dem Widerstand verwickelt werden.

### Restaurants

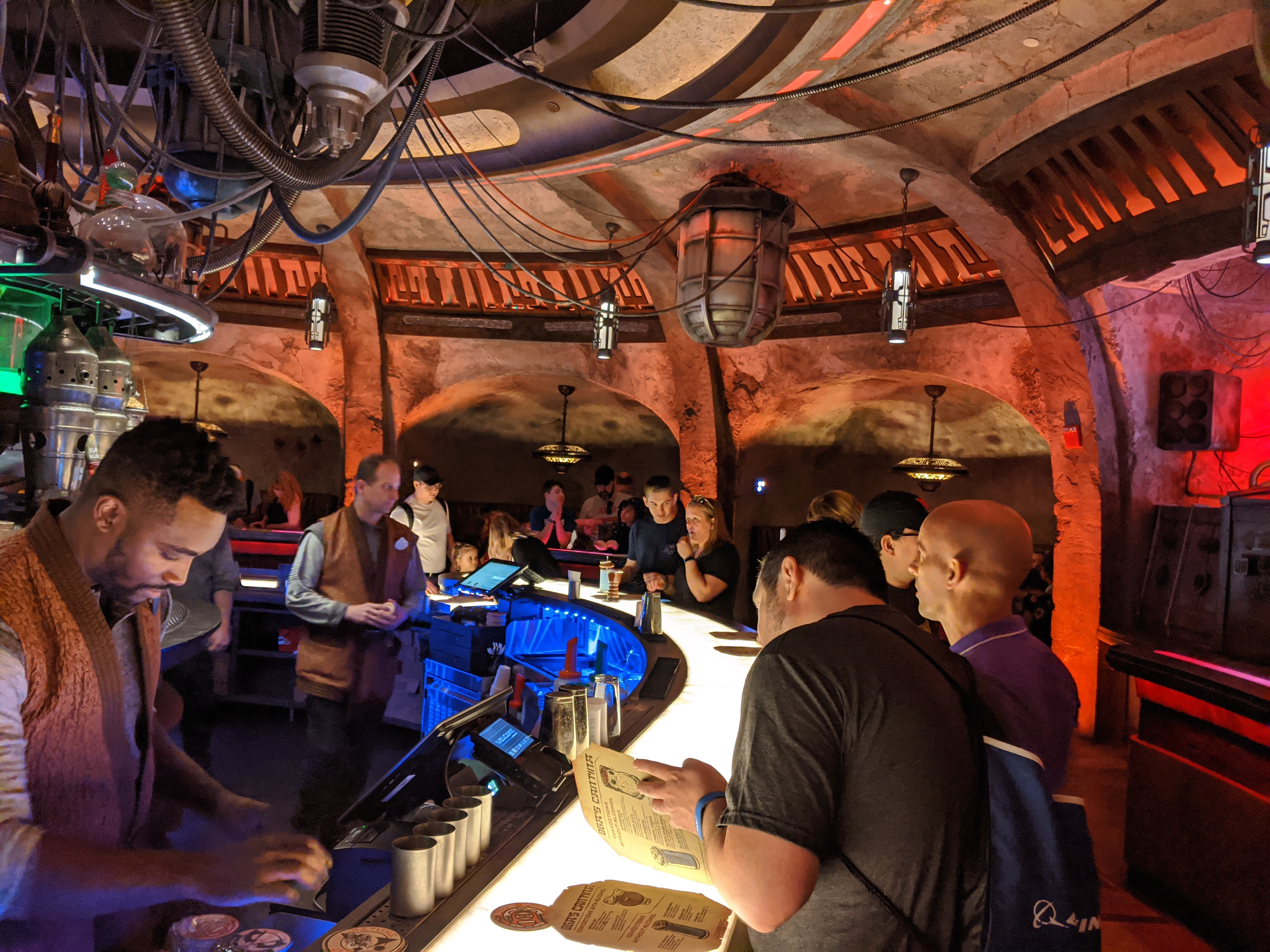
Oga's Cantina at Hollywood Studios

- Docking Bay 7 Food and Cargo – Der Charakter aus Star Wars Strono "Cookie" Tuggs leitet  diese Küche. Die angebotenen Speisen sind von Gerichten inspiriert, die Cookie während seiner Arbeit für Maz Kanata auf Takodana kreiert hat.[42]
- Kat Saka’s Kettle – Ein Stand, der den Outpost Popcorn Mix anbietet. Eine Mischung von Popcorn verschiedener saisonaler Geschmacksrichtungen.[43]
- Milk Stand – Mit Blue Milk aus Krieg der Sterne und Green Milk aus Star Wars: Die letzten Jedi.[44]
- Oga’s Cantina – Oga Garra ist die außerirdische Besitzerin von Oga's Cantina und "Chefin der Unterwelt von Black Spire Outpost". Die Gäste der Kantine kommen aus der ganzen Galaxis. Oga's Cantina serviert Getränke für Erwachsene und Kinder, die nach "außerweltlichen" Methoden in ungewöhnliche Trinkgefäße gegossen werden.[45]
- Ronto Roasters – Ein großer Podracing-Motor treibt eine Grillgrube an, die von einem ehemaligen Siedlerdroiden 8D-JB gedreht wird. Es werden verschiedene Snacks, Sandwiches und alkoholfreie Getränke serviert.[46]

### Shops
- Black Spire Outfitters – Star-Wars-Kleidungsladen.[47][48]
- Creature Stall – Shop mit Star-Wars-Plüschtieren.[49][50]
- Dok-Ondar's Den of Antiquities – hier werden "mysteriöse intergalaktische" Produkte verkauft.[51][52]
- Droid Depot – Gäste können sich hier eigene Droiden bauen.[53][54]
- First Order Cargo – An diesem versucht die First Order, neue Rekruten zu finden und verkauft Ausrüstung und andere Produkte.[55][56]
- Resistance Supply – Shop, bei dem sich Gäste mit Produkten des Widerstands versorgen können.[57][58]
- Savi's Workshop – Gäste können sich hier eigene Laserschwerter bauen.[59][60]
- Toydarian Toymaker – Star-Wars-Spielzeugladen.[61][62]